# Kwitky
Kwitky (ukrainisch Квітки; russisch Квитки Kwitki) ist ein Dorf im Zentrum der Ukraine in der Oblast Tscherkassy mit etwa 1300 Einwohnern (2001).

## Geschichte
Das Dorf wurde im 17. Jahrhundert gegründet und ist der Geburtsort des ukrainischen Komponisten Kyrylo Stezenko, dem im Ort ein Museum gewidmet ist. Im Gemeindegebiet fand man eine Siedlung aus der Tschernjachow-Kultur.

## Geographie
Am 12. Juni 2020 wurde das Dorf ein Teil der neugegründeten Landgemeinde Selyschtsche, bis dahin bildete es die gleichnamige Landratsgemeinde Kwitky (Квітчанська сільська рада/Kwitschanska silska rada) im Süden des Rajons Korsun-Schewtschenkiwskyj.
Am 17. Juli 2020 kam es im Zuge einer großen Rajonsreform zum Anschluss des Rajonsgebietes an den Rajon Swenyhorodka.
Das ehemalige Rajonzentrum Korsun-Schewtschenkiwskyj liegt 14 km nördlich, das Oblastzentrum Tscherkassy 100 km nordöstlich des Dorfs.